# Mirsad
Mirsad ist ein bosnischer und albanischer männlicher Vorname, dessen Bedeutung nicht bekannt, der jedoch möglicherweise aus dem Arabischen oder Persischen abgeleitet ist. Die weibliche Form des Namens ist Mirsada.

## Namensträger
- Mirsad Baljić (* 1962), bosnisch-jugoslawischer Fußballspieler
- Mirsad Fazlić (* 1992), slowenischer Fußball- und Futsalspieler
- Mirsad Hadžikadić (* 1955), bosnischer Informatiker und Politiker
- Mirsad Halilovic (* 1983), deutscher Skeletonpilot bosnischer Herkunft
- Mirsad Hasanovic (* 1995), Schweizer Fußballspieler
- Mirsad Sulejmanović (* 1997), österreichisch-bosnischer Fußballspieler
- Mirsad Terzić (* 1983), bosnisch-herzegowinischer Handballspieler
- Mirsad Türkcan (* 1976), türkischer Basketballspieler serbischer Herkunft